# Asunción Mita
Asunción Mita è un comune del Guatemala facente parte del Dipartimento di Jutiapa.
Lo storico Fuentes y Guzmán, nell'opera Recordación Florida, della fine del XVII secolo, cita Asunción Mita come capoluogo di un gruppo di villaggi, ma le origini dell'abitato sono molto più antiche, come testimoniato dalla presenza di reperti precolombiani, dichiarati monumento nazionale nel 1931.